# Утешков
Утешков (укр. Утішків) — село в Красненской поселковой общине Золочевского района Львовской области Украины.
Население по переписи 2001 года составляло 894 человека. Занимает площадь 1,559 км². Почтовый индекс — 80560. Телефонный код — 3264.